# Championnats d'Afrique de gymnastique artistique 2016
Navigation
Pretoria 2014 Swakopmund 2018
Les championnats d'Afrique de gymnastique artistique 2016 sont la 13e édition des championnats d'Afrique de gymnastique artistique. Ils se déroulent du 23 au 26 mars 2016 à Alger, en Algérie.
Les athlètes masculins (GAM) ont six appareils : anneaux, arçons, barre fixe, barres parallèles, saut et sol. Les athlètes féminines (GAF) ont quatre appareils : barres asymétrique, poutre, saut et sol.
Les championnats comprennent des épreuves seniors et juniors. L'Algérie (7 titres, 14 médailles) et l'Égypte (6 titres, 12 médailles) dominent la compétition senior. La compétition junior est dominée par l'Égypte (12 titres, 23 médailles) grâce notamment à Abdelrahman Faheem qui remporte sept médailles d'or et une d'argent sur les huit épreuves masculines.

## Championnats seniors

### Tableau des médailles
| Épreuves                    | Or | Argent                                                                                         | Bronze                                                                            |
| --------------------------- | --- | ---------------------------------------------------------------------------------------------- | --------------------------------------------------------------------------------- |
| Hommes                      | |                                                                                                |                                                                                   |
| Concours par équipes        | Algérie Hillal Metidji Mohamed Abdeldjalil Bourguieg Mohamed Aouicha Mohamed Reghib Ahmed Anis Maoudj | Égypte Tarek Hamdy Shalaby Islam Ahmed Elsayed Mohamed Moubarak Ahmed Ash Elmaraghy Ali Zahran | Maroc Hamza Hossaini Abderrazak Nasser Soufiane Bachar Aymen Goutou               |
| Concours général individuel | Hillal Metidji                                                                                        | Mohamed Abdeldjalil Bourguieg                                                                  | Tarek Hamdy Shalaby                                                               |
| Anneaux                     | Ali Zahran                                                                                            | Tarek Hamdy Shalaby                                                                            | Mohamed Abdeldjalil Bourguieg                                                     |
| Arçons                      | Mohamed Aouicha                                                                                       | Hillal Metidji                                                                                 | Wissem Harzi                                                                      |
| Barre fixe                  | Mohamed Reghib                                                                                        | Ahmed Elmaraghy                                                                                | Mohamed Abdeldjalil Bourguieg                                                     |
| Barres parallèles           | Mohamed Abdeldjalil Bourguieg                                                                         | Hillal Metidji                                                                                 | Harzi Wissem                                                                      |
| Saut                        | Mohamed Abdeldjalil Bourguieg                                                                         | Hamza Hossaini                                                                                 | Mohamed Moubarak                                                                  |
| Sol                         | Mohamed Abdeldjalil Bourguieg                                                                         | Harzi Wissem                                                                                   | Mohamed Aouicha                                                                   |
| Femmes                      | |                                                                                                |                                                                                   |
| Concours par équipes        | Égypte Sherine Elzeiny Nada Mohamed Mohamed Mandy Essam Mohamed Mai El Sayed Rahaf Armia Zakaria      | Afrique du Sud Claudia Cummins Kirsten Beckett Aatiqah Abrahams Lukisha Schalk                 | Algérie Chama Temmami Farah Boufadene Meriem Minighed Ahlem Mokhtari Celia Haroun |
| Concours général individuel | Sherine Elzeiny                                                                                       | Claudia Cummins                                                                                | Kirsten Beckett                                                                   |
| Barres asymétriques         | Rahaf Armia Zakaria                                                                                   | Claudia Cummins                                                                                | Kirsten Beckett                                                                   |
| Poutre                      | Nada Mohamed Mohamed                                                                                  | Lukisha Schalk                                                                                 | Claudia Cummins                                                                   |
| Saut                        | Kirsten Beckett                                                                                       | Claudia Cummins                                                                                | Mai El Sayed                                                                      |
| Sol                         | Mandy Essam Mohamed                                                                                   | Kirsten Beckett                                                                                | Claudia Cummins                                                                   |

### Classement
| Rang | Nation         | Or | Argent | Bronze | Total |
| ---- | -------------- | -- | ------ | ------ | ----- |
| 1    | Algérie        | 7  | 3      | 4      | 14    |
| 2    | Égypte         | 6  | 3      | 3      | 12    |
| 3    | Afrique du Sud | 1  | 6      | 4      | 11    |
| 4    | Tunisie        | 0  | 1      | 2      | 3     |
| 5    | Maroc          | 0  | 1      | 1      | 2     |
|      | Total          | 14 | 14     | 14     | 42    |

## Championnats juniors

### Tableau des médailles
| Épreuves                    | Or | Argent                                                                                      | Bronze                                                     |
| --------------------------- | --- | ------------------------------------------------------------------------------------------- | ---------------------------------------------------------- |
| Garçons                     | |                                                                                             |                                                            |
| Concours par équipes        | Égypte Abdelrahman Faheem Ahmed Ali Amin Omar Elaraby Abdelrahman Abdelhaleem Mohamed Hassan             | Maroc Mehdi Tougui Anass Naciri Achraf Quistas Abdelaziz Essamyry                           |                                                            |
| Concours général individuel | Abdelrahman Faheem                                                                                       | Ahmed Ali Amin                                                                              | Mehdi Tougui                                               |
| Anneaux                     | Abdelrahman Faheem                                                                                       | Ahmed Ali Amin                                                                              | Mehdi Tougui                                               |
| Arçons                      | Abdelrahman Faheem                                                                                       | Abdelrahman Abdelhaleem                                                                     | Mehdi Tougui                                               |
| Barre fixe                  | Abdelrahman Faheem                                                                                       | Mehdi Tougui                                                                                | Omar Elaraby                                               |
| Barres parallèles           | Abdelrahman Faheem                                                                                       | Ahmed Ali Amin                                                                              | Mehdi Tougui                                               |
| Saut                        | Abdelrahman Faheem                                                                                       | Omar Elaraby                                                                                | Mehdi Tougui                                               |
| Sol                         | Omar Elaraby                                                                                             | Abdelrahman Faheem                                                                          | Ayoub Hamida                                               |
| Filles                      | |                                                                                             |                                                            |
| Concours par équipes        | Égypte Farah Ahmed Hussein Farah Sayed Mahmoud Mariam Osama Wafaei Alla Amr Mostafa Zeina Ibrahim Sharaf | Afrique du Sud Caitlin Rooskrantz Naveen Daries Caitlyn Kelly Jade Pailman Paige McElligott | Maroc Imane Balad Nisrine Aabab Salma Tougui Loubna Satour |
| Concours général individuel | Farah Hussein                                                                                            | Caitlin Rooskrantz                                                                          | Naveen Daries                                              |
| Barres asymétriques         | Caitlin Rooskrantz                                                                                       | Farah Hussein                                                                               | Farah Mahmoud                                              |
| Poutre                      | Mariam Wafaei                                                                                            | Caitlin Rooskrantz                                                                          | Farah Hussein                                              |
| Saut                        | Chahed Sakr                                                                                              | Alla Mostafa                                                                                | Naveen Daries                                              |
| Sol                         | Alla Mostafa                                                                                             | Naveen Daries                                                                               | Caitlin Rooskrantz                                         |

### Classement
| Rang | Nation         | Or | Argent | Bronze | Total |
| ---- | -------------- | -- | ------ | ------ | ----- |
| 1    | Égypte         | 12 | 8      | 3      | 23    |
| 2    | Afrique du Sud | 1  | 4      | 3      | 8     |
| 3    | Tunisie        | 1  | 0      | 0      | 1     |
| 4    | Maroc          | 0  | 2      | 6      | 8     |
| 5    | Algérie        | 0  | 0      | 1      | 1     |
|      | Total          | 14 | 14     | 13     | 41    |